# Жіюетань

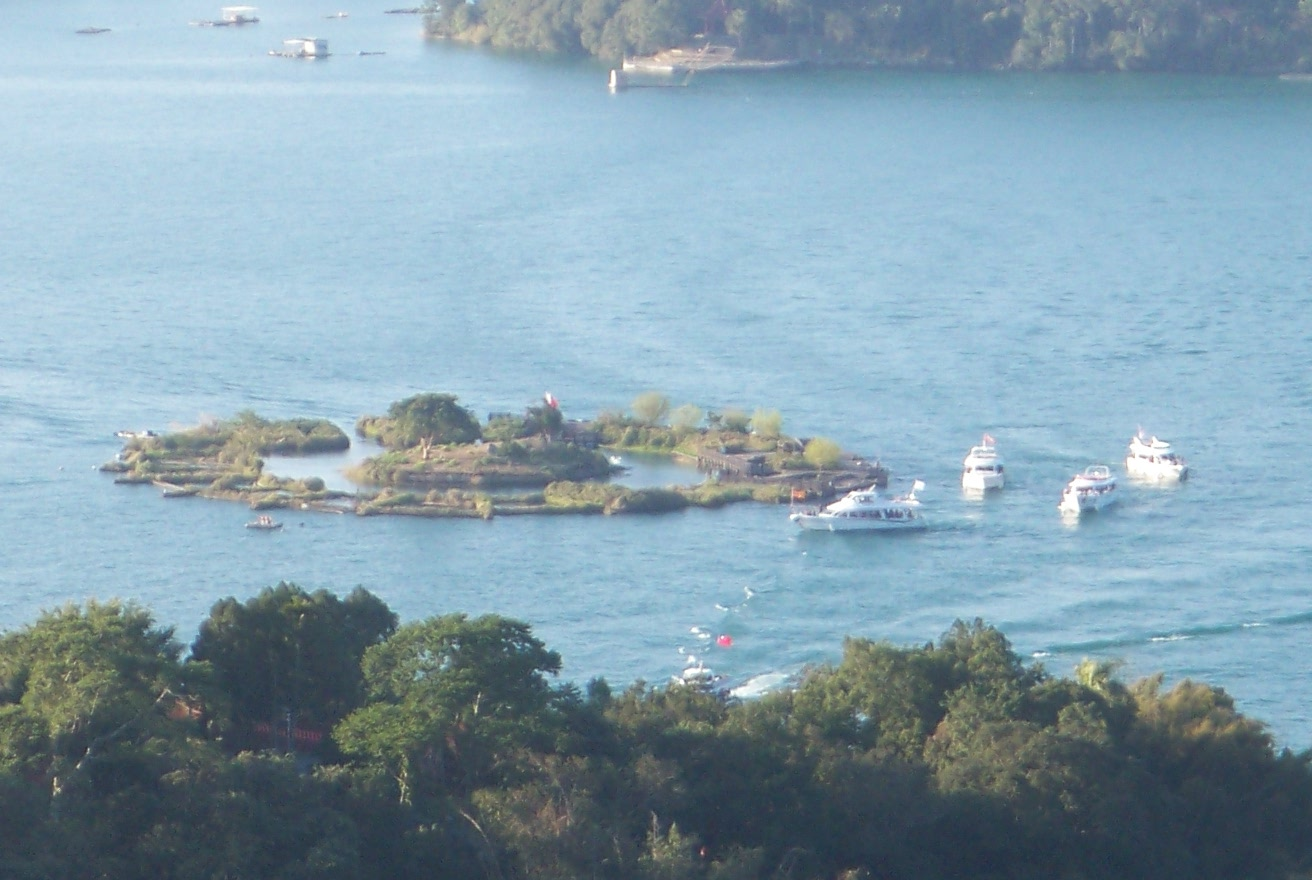
Острів Лалу

Озеро Жіюетань (кит.: 日月潭; Тхао: Зінтун) — озеро в містечку Ючі, округ Наньтоу, Тайвань. Це найбільше озеро острова Тайвань. Існує декілька версій щодо походження назви озера, головна з яких стверджує, що озеро отримало назву до будівництва дамби, коли рівень води в озері був нижчим, і озеро було поділене островом на дві частини, одна з яких нагадувала сонце, інша — серп місяця; ще одна версія пов'язує назву озера з кольором води. Територія навколо озера є історичним місцем проживання аборигенного племені Тхао. Озеро Жіюетань оточує крихітний острів Лалу.
Озеро Жіюетань розміщене на висоті 748 м над рівнем моря. Максимальна глибина дорівнює 27 м, площа поверхні приблизно становить 7.93 км2. Притікання та відтікання води в озері штучно контролюється електростанцією.
В околицях озера є багато пішохідних стежок, велосипедні маршрути, готельні та кемпінгові заклади. На озері немає пляжів і купання в озері зазвичай заборонено, за винятком щорічного масового запливу.
Озеро та навколишня місцевість були визначені одним із тринадцяти національних мальовничих районів Тайваню.

## Історія

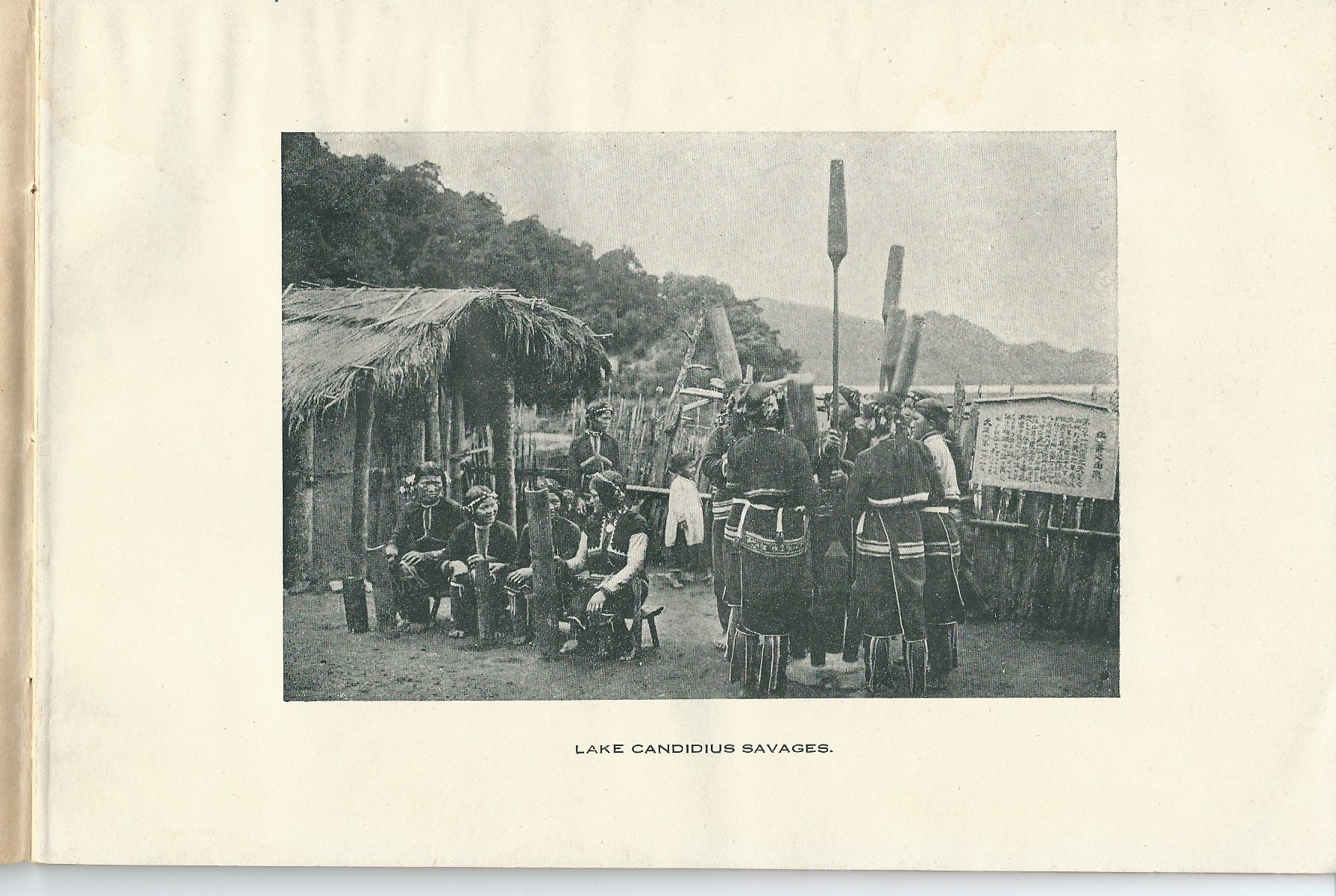
Представники народу Тхао біля озера Сан Мун, 1926 року

Озеро вперше було названо озером Сонця-Місяця в 1821 році в книзі під назвою «Подорожі до Шуейліше» Ден Чуанана. У старій англійській літературі воно зазвичай згадувалося як озеро Кандідіус, що названо на честь голландського місіонера XVII століття Джорджа Кандідія.
Згідно з легендою, мисливці Тхао знайшли озеро Жіюетань, коли переслідували білого оленя. Він привів їх до озера, яке виявилося не тільки красивим, але й багатим на рибу. Сьогодні білий олень з легенди увічнений як мармурова статуя на острові Лалу. Острів Лалу, що лежить на заході озера, вважався священною землею племені Тхао. Лалу є резиденцією найвищого духу предків корінного народу Тайваню, тому він вже давно є важливою місцевою пам'яткою.

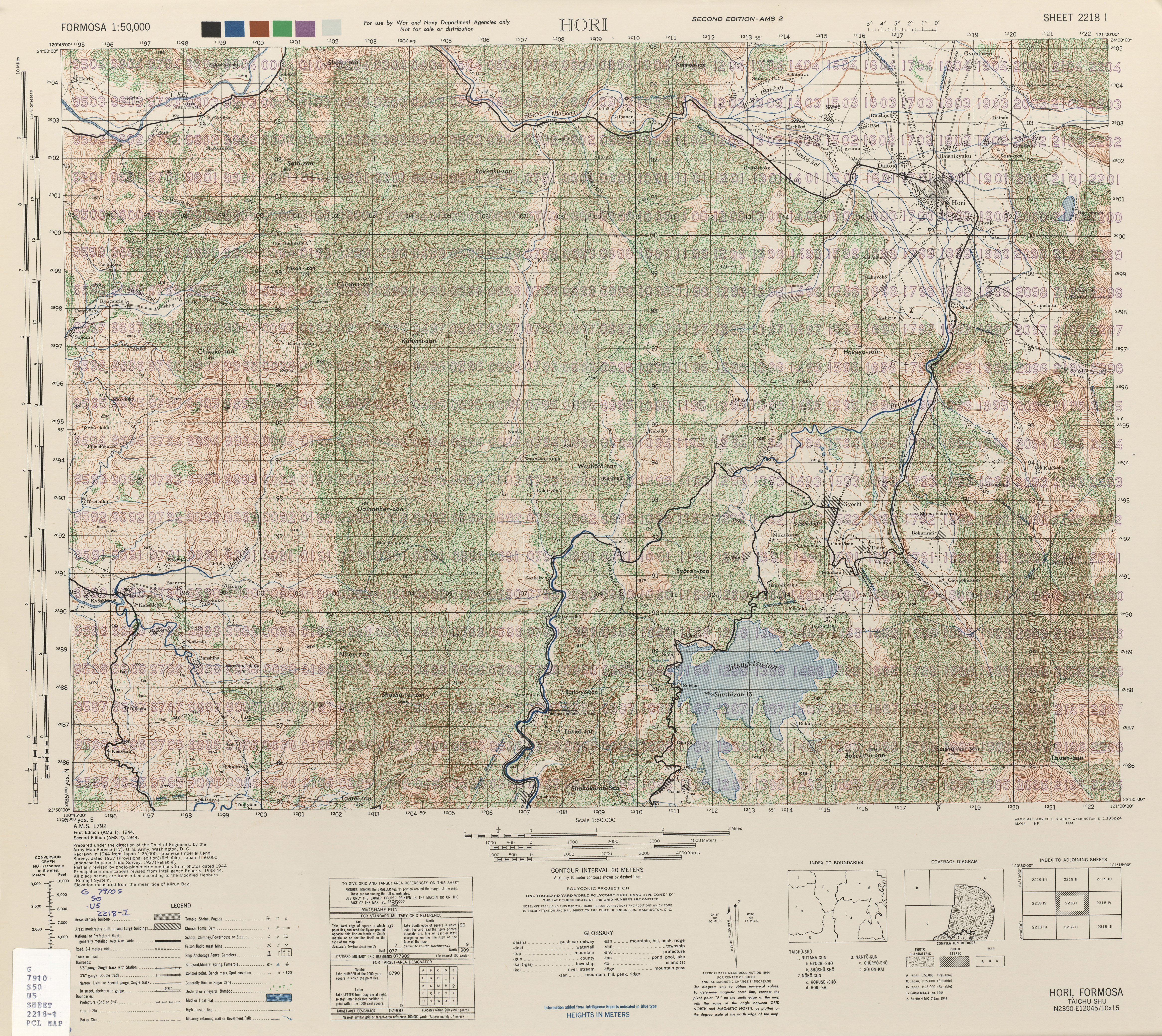
Карта з озером Жіюетань (позначене як Джицугецу-тан) (1944)

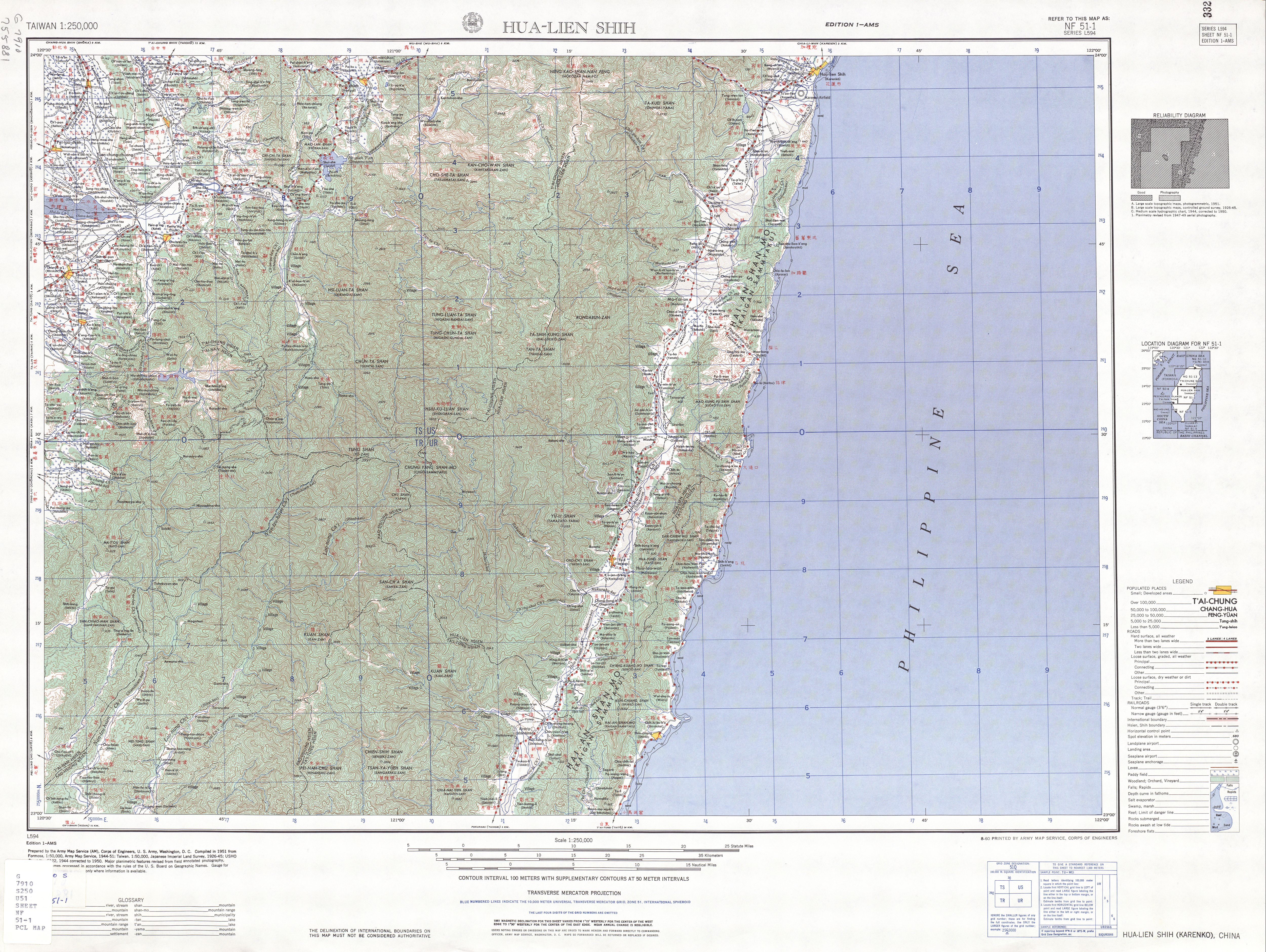
Карта з озером Жіюетань (1951)

На острові Лалу в 1978 році місцева влада побудувала павільйон, де щорічно проходили весілля на воді. У 1999 році землетрусом було зруйновано будівлі на острові та більша частина острова опинилась під водою. В останні роки, місцеві народи завдяки зростанню соціальної та політичної обізнаності отримують більше поваги та визнання до історичної спадщини.
Озеро Жіюетань спочатку було замкнутим басейном з дощовим живленням. Найбільші зміни відбулися під час японського колоніального періоду. З метою виробництва електроенергії в 1919 році почалось будівництво першої гідроелектростанції, яке було завершене в 1934 році. Пов'язані проекти включали будівництво греблі Шуйше, греблі Туше, щоб запобігти витоку води з озера в водосховище Туше, і греблі Вуцзе у верхній течії річки Чжуошуй для перехоплення потокової води та перенаправлення підземними водопропускними трубами в озеро Жіюетань, щоб повністю забезпечити необхідну кількість води для виробництва електроенергії. Середня глибина води в озері до побудови дамби становила 4 м, після того, як дамба була побудована, рівень води піднявся до 25–27 м. Частина острова Лалу була затоплена. Зміни ландшафту та водного басейну вплинули на культуру та життя народу Тхао з етнічної групи Пінпу.

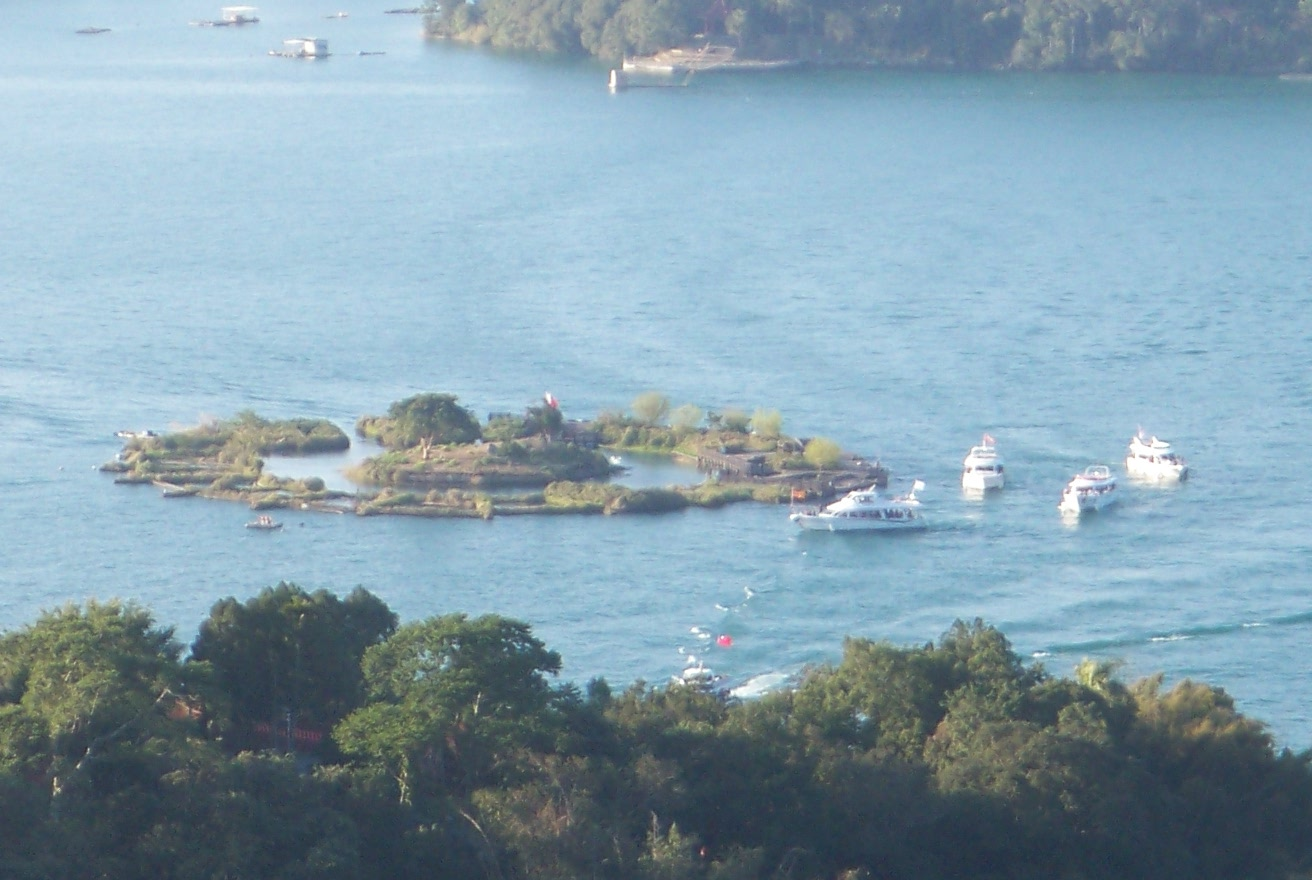
Острів Лалу

Після надання статусу «національної мальовничої території» озеру Жіюетань у 2020 році, острів Лалу було визначено територією народу Тхао і обмежено відвідування сторонніми людьми. Через землетрус 1999 року та тривалу хвильову ерозію площа Лалу зменшувалась. Одного разу над рівнем води залишалося лише 20 квадратних метрів, тому був розроблений проект штучного підняття острова Лалу до 751,5 метра над рівнем моря та розширення його площі до 160 квадратних метрів.

## Транспорт

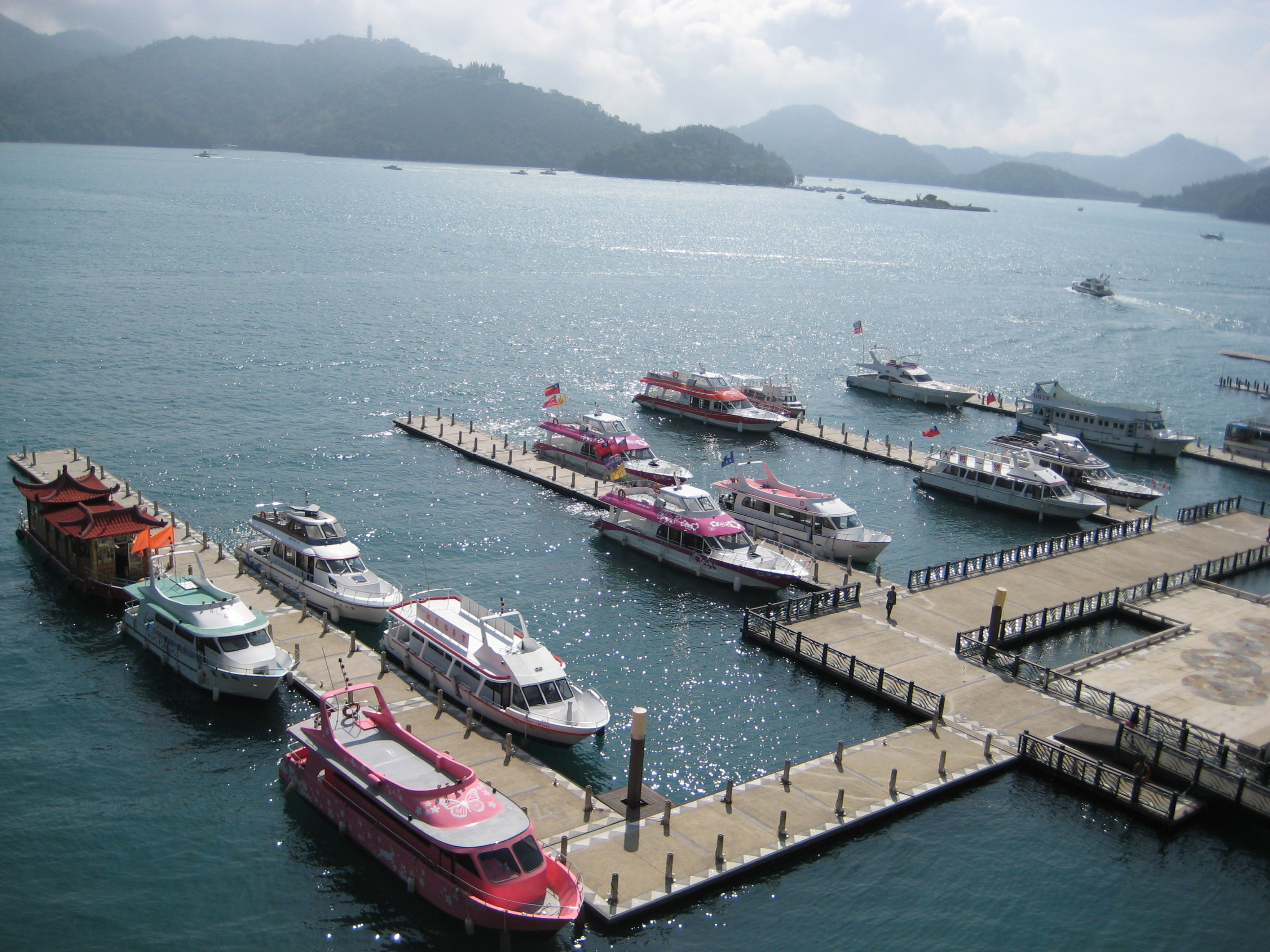
Пірс Шуйше

На озері є паромний флот, три поромні причали: пірс Шуйше, пірс Сюангуан і пірс Іта Тхао. Існує також місцевий автобус, який об'їжджає озеро із зупинками в основних точках периметра озера, здійснюючи 10 рейсів туди й назад щодня. Також існує маршрут автобуса, що відправляється від Центру туристичного обслуговування Шуйше до храму Сюаньгуан кожні 30 хвилин щогодини.
Від станції Тайбей по національному шосе 6 до «Центру обслуговування туристів Шуйше» на озері можна доїхати на автобусі за 3,5 години. Також до озера можна дістатися на автобусі від залізничної станції міста Тайчжун та станції Чеченг.

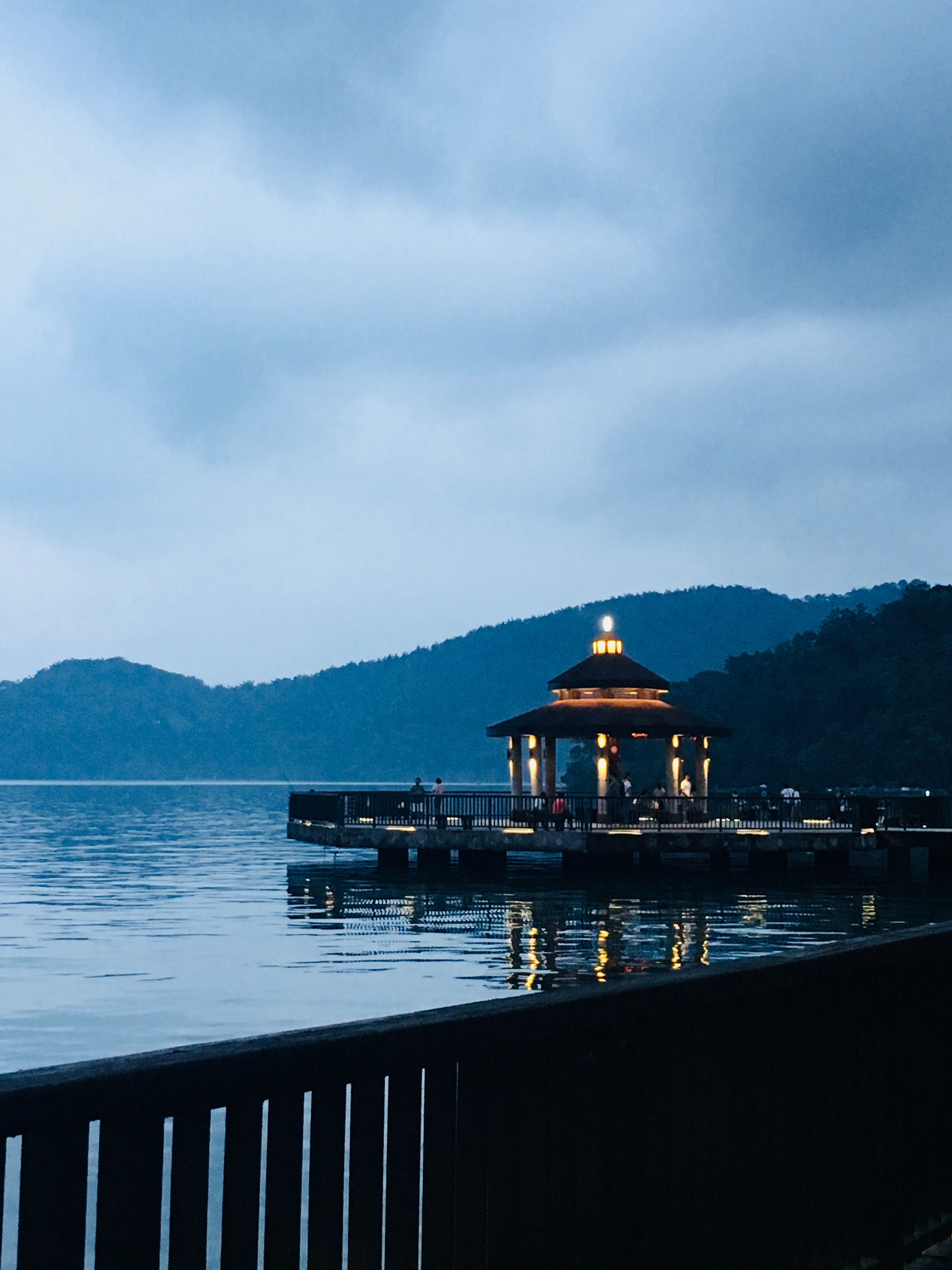
Вид з пірсу Шуйше

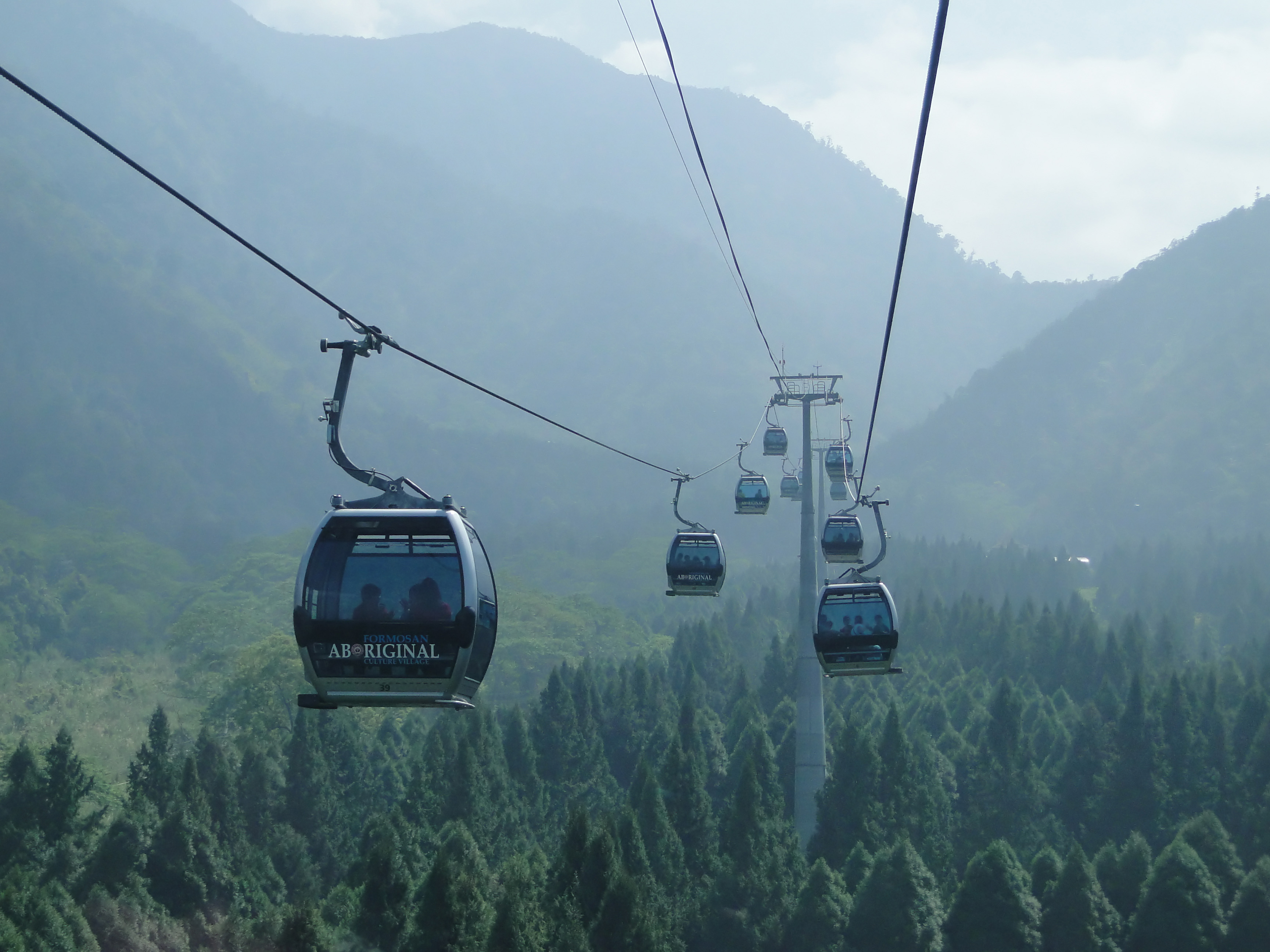
Канатна дорога

Канатна дорога з 2010 року з'єднує східне узбережжя озера з культурним селищем корінних народів Формози, загальною довжиною 1877 метрів і 2 станціями.

## Дика природа
На південно-східному узбережжі озера розташована гора Шуйше, найпівденніша частина гірського хребта Хуешань. Озеро є продуктивною водною екосистемою. Корінне населення з давнини використовували його для вилову риби та молюсків. Але з часом багато інвазивних видів потрапили в озеро, наприклад, скляний окунь, червоний диявол і гігантський змієголов, який є особливо руйнівним для місцевої екосистеми. Змієголов полює на інших риб, ракоподібних, амфібій і навіть дрібних птахів.  Управління сільського господарства округу Наньтоу разом з Національним університетом Цін Хуа намагається розробити програму знищення цього виду. З метою позбутися змієголовів та їхньої ікри екологічно чистим способом, планується використовувати строкатих вугрів, тому що вони їдять гігантських змієголовів та їхню ікру. Також рибалки намагаються зменшити популяцію інвазійних видів за допомогою електролову.

## Паспорт КНР
Зображення озера Сонце-Місяць є в паспорті Китайської Народної Республіки 2012 року видання, що викликало протест уряду Республіки Китай.

## Клімат
Район озера Жіюетань відноситься до теплої помірної кліматичної зони. Оточене горами озеро має відносно стабільні вітри та погоду. Середня температура протягом року становить близько 19 градусів за Цельсієм.

Інформація про погоду, наведена нижче, отримана від метеостанції на горі Маошань, розташованої на висоті 1015 метрів, неподалік від озера Жіюетань.
| Клімат （1991-2020）                       | Клімат （1991-2020） | Клімат （1991-2020） | Клімат （1991-2020） | Клімат （1991-2020） | Клімат （1991-2020） | Клімат （1991-2020） | Клімат （1991-2020） | Клімат （1991-2020） | Клімат （1991-2020） | Клімат （1991-2020） | Клімат （1991-2020） | Клімат （1991-2020） | Клімат （1991-2020） |
| Показник                                   | Січ.                 | Лют.                 | Бер.                 | Квіт.                | Трав.                | Черв.                | Лип.                 | Серп.                | Вер.                 | Жовт.                | Лист.                | Груд.                | Рік                  |
| Абсолютний максимум, °C                    | 29,2                 | 30                   | 31,2                 | 32,8                 | 32,8                 | 33,3                 | 34                   | 33,5                 | 33,3                 | 32,5                 | 30,7                 | 29,4                 | 34                   |
| Середній максимум, °C                      | 19,4                 | 20,3                 | 22,1                 | 24,2                 | 26                   | 27,2                 | 28,3                 | 27,8                 | 27,2                 | 25,6                 | 23,6                 | 20,5                 | 24,4                 |
| Середня температура, °C                    | 14,4                 | 15,2                 | 16,9                 | 19,2                 | 21,1                 | 22,3                 | 22,9                 | 22,7                 | 22,2                 | 20,6                 | 18,6                 | 15,6                 | 19,3                 |
| Середній мінімум, °C                       | 11,3                 | 12,1                 | 13,9                 | 16,3                 | 18,5                 | 19,7                 | 20,1                 | 20                   | 19,5                 | 17,9                 | 15,7                 | 12,7                 | 16,5                 |
| Абсолютний мінімум, °C                     | −0,3                 | −0,1                 | 1                    | 6,3                  | 12,4                 | 13,9                 | 16,2                 | 15,8                 | 12,9                 | 11,2                 | 5,9                  | 1,5                  | −0,3                 |
| Середня кількість сонячних годин на місяць | 159,4                | 136,9                | 128,5                | 109,5                | 109,2                | 111,3                | 140,6                | 125,2                | 123,6                | 147,6                | 160,2                | 157                  | 1609                 |
| Днів з дощем                               | 7,9                  | 8,2                  | 10,6                 | 13,4                 | 18,3                 | 20                   | 18,3                 | 19                   | 12                   | 5,9                  | 5,3                  | 6,4                  | 145,3                |
| Вологість повітря, %                       | 76.9                 | 78.4                 | 80.4                 | 82.3                 | 84.4                 | 85.1                 | 84.5                 | 85.5                 | 84.1                 | 81.9                 | 79.2                 | 77.3                 | 81.7                 |
| ------------------------------------------ | -------------------- | -------------------- | -------------------- | -------------------- | -------------------- | -------------------- | -------------------- | -------------------- | -------------------- | -------------------- | -------------------- | -------------------- | -------------------- |
| Джерело: 中央氣象局                        |                      |                      |                      |                      |                      |                      |                      |                      |                      |                      |                      |                      |                      |

## Туризм
У січні 2000 року було створено національну мальовничу територію «Озеро Жіюетань». Окрім озера, її територія поширилася на містечко Ючі на північному березі, гори Шуйше на сході, гори Джідзі на заході та громаду Дінкань в містечку Шуйлі на півдні.
Мальовничі місця навколо озера:

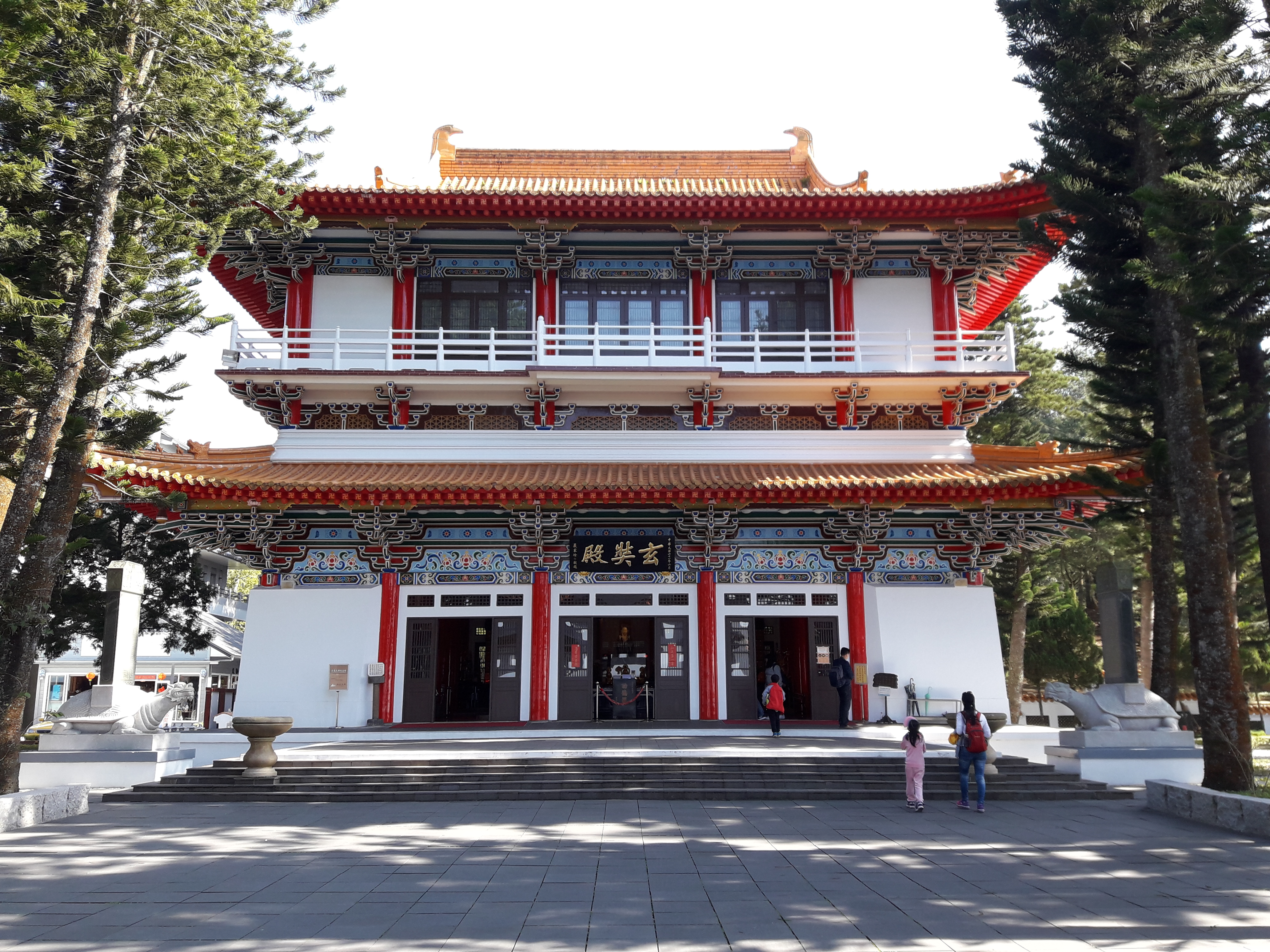
Храм Сюаньцзан

- Іта Тхао: найбільш густонаселене село поблизу озера Жіюетань. Воно є місцем спільного проживання народів Тхао, Бунун і Хань. У селі є художні магазини, ресторани та готелі. Щороку приблизно на 15-й день восьмого місяця за місячним календарем народ Тхао проводить тут грандіозну церемонію, яка є жертвопринесенням духу предків.

- Храм Вен Ву[en]: храм Вен Ву було засновано в 1932 році для шанування трьох релігій: конфуціанства, буддизму та даосизму. Він розташований на схилі гори на північ від озера Жіюетань. Головним божеством храму є Гуань Шендіцзюнь, священне божество, яке є спільним для трьох релігій. Територія храму поділена на три зали. Зал для богослужінь Шуйюнь розташовано на другому поверсі, він присвячений предку-засновнику. Середній зал — це храм Ушен, який присвячений імператору Гуань Шен та імператору Гуаню. Задній зал — зал, присвячений Конфуцію, найсвятішому вчителю Дачен[20]. Храм розташовано на горі, до нього треба від підніжжя гори підніматися по 365 кам'яних сходах. Перед залою розташовано два кам'яні дракони[21]. З заднього залу храму Вен Ву можно помилуватися краєвидами озера Жіюетань.

- Острів Лалу[en]: місце спочинку душ предків у легендах корінного народу Тайваню Тхао. На даний момент відвідування острова повністю заборонено.

- Храм Сюаньцзан[en]: храм Сюаньцзан був побудований у 1965 році для зберігання реліквій тім'яної кістки Майстра Сюаньцзана, які були привезені з Японії[22]. Це одне з найкращих місць з видом на озеро Жіюетань і острів Лалу.

- Пагода Сі Ен[en]: побудована на горі висотою 954 метри, а вершина вежі знаходиться рівно на 1000 метрів над рівнем моря. Звідси можна насолодитися панорамним видом на озеро Жіюетань.
- Сюаньцзюань[zh] (храм Конгмін): був побудований у 1901 році. Це храмова будівля в китайському стилі, площею понад 400 квадратних метрів. Тут є «тераса Волонг», «павільйон Конгмін» і найвища статуя Чжуге Конмін у Тайвані (більше трьох футів у висоту), вражаюча арка храмових воріт.

- Пристань Шуйше: тут причалюють пасажирські човни, що перевозять пасажирів до пристані Храму Сюаньгуан і пристані Іташао, а також для екскурсій по озеру. На пристані також можна насолодитися краєвидами озера з горами вдалині.

- Туристичний центр Сяншань[en]: центр розташований біля тунелю Шуйше на шосе № 21. Сама будівля є досить унікальною. Передня будівля — це офісні приміщення, а задня будівля — центр відвідувачів. Виставковий зал центру для відвідувачів включає «Індустріальний зал», «Художня галерея», «Гуманітарний зал» і «Мультимедійну кімнату для відтворення аудіо та відео»[23].

- Сад Мейхе: сторожова фортеця в минулому. Після землетрусу 1999 року його планували перетворити на ландшафтний оглядовий майданчик. З 2011 року він був відкритий для приватного громадського харчування.

- Церква Ісуса[zh]: одна з найвідоміших визначних пам'яток озера. Будівля в римському стилі з жовтими стінами та білими колонами, розташована поблизу площі причалу озера Шуйше.

- Майданчик на горі Маолу: гора Маолу розташована на північній стороні озера Жіюетань на висоті 1020 м. Це ідеальне місце для панорамного виду на озеро Жіюетань . Тут можна спостерігати чайні дерева та триповерхову дерев'яну будівлю старої фабрики, що залишилася від японського колоніального періоду. Це елегантна та проста будівля є історичною будівлею. Поруч знаходиться виставковий зал чайної культури, де представлена різноманітна інформація про чай.

- Гірська стежка Маолу: природна стежка гори Маолу розташована у селі Шуйше, завдовжки 4,7 кілометра. Стежка веде до чайного саду та виставкового залу чайної культури, також до тайванських ялицевих лісів. Вид на озеро з гори — найкраще місце, щоб спостерігати схід сонця.

- Гірська стежка Нейху: гірська стежка Нейху пролягає біля старого тайванського шосе 21 у селі Чжунмін, довжиною близько 560 метрів. На стежці є сходи з блакитного каменю та дерев'яні стоси, а з оглядового майданчика можна милуватися видом на озеро Жіюетань. Найпопулярніша стежка з пізньої весни до початку літа через світлячків.

### Плавальний карнавал
З 1983 року проводиться щорічний 3-кілометровий заплив Плавальний карнавал на озері Жіюетань, який проводиться щороку на свято середини осені. Плавальний карнавал входить до списку 50 найкращих запливів у відкритій воді в Азії та 100 найкращих запливів у відкритій воді світу. Приєднатися до нього можуть усі бажаючи, незалежно від національності, від 10 років, які вміють плавати на довгі дистанції. За останні роки кількість учасників обчислюється десятками тисяч. Зазвичай під час проведення плавального карнавалу проводяться урочистості: феєрверки, лазерні шоу та концерти.

### Храми
Популярними для туризму є храми, що розташовані навколо озера. Храм Вен Ву був побудований на південному узбережжі після того, як підйом рівня води внаслідок будівництва дамби змусив демонтувати кілька менших храмів. Пагоду Сі Ен побудовано за наказом президента Чан Кайші в 1971 році в пам'ять про його матір. Інші відомі храми включають храм Цзяньцзін, храм Сюаньцзан і храм Сюаньгуан.

### Велосипедна система Huantan
Велосипедна система навколо озера входила у 2012 році до 10 найкрасивіших велосипедних маршрутів у світі. До неї входять «Huantan Bikeway» (30 кілометрів кільцевої дороги навколо озера), велосипедний маршрут Toushe, велосипедний маршрут Shuishe тощо.